# Ethos
Der Ausdruck Ethos (Neutrum; von altgriechisch ἔθος ethos [ˈɛtʰɔs] „Gewohnheit, Sitte, Brauch“ oder dessen Ableitung ἦθος ēthos [ˈɛːtʰɔs] „Charakter, Sinnesart, Brauch, Sitte, Gewohnheit“) bezeichnet bildungssprachlich die sittliche Gesinnung einer Person, einer Gemeinschaft oder speziellen sozialen Gruppe (Berufsgruppe, Schule etc.). Der Duden definiert das Ethos als eine „vom Bewusstsein sittlicher Werte geprägte Gesinnung“ oder „Gesamthaltung“; als „ethisches Bewusstsein“ oder auch als Ethik im Sinne der Gesamtheit sittlicher Normen und Maximen, die einer (verantwortungsbewussten) Einstellung zugrunde liegen. Das Ethos steht damit im Synonymfeld von „Moral, Pflichtbewusstsein, Pflichtgefühl, Pflichttreue, Sittlichkeit, Verantwortungsbewusstsein, Verantwortungsgefühl; (bildungssprachlich) Ethik, Moralität“.
Als philosophischer Begriff bezeichnet das Ethos die dem Einzelnen vorgängige und ihn mitprägende Lebensgewohnheit. Die Ethik als philosophische Disziplin versucht ein bestimmtes Ethos zu begründen oder ein überkommenes kritisch zu reflektieren.
Das Ethos steht nicht nur für das Verhalten einzelner, sondern auch für das Gefüge moralischer Verhaltensweisen der sozialen Institution, in der er lebt – objektiv als Sitte, subjektiv als Charakter. Durch das Ethos wird die Einheit einer bestimmten sozialen Gemeinschaft festgelegt, stabilisiert sowie von anderen Gemeinschaften abgegrenzt.
In der klassischen Rhetorik nach Aristoteles bezeichnet Ethos eine der drei Arten der Überzeugung, nämlich die durch die Autorität und Glaubwürdigkeit des Sprechers (moralischer Appell). Die anderen beiden sind Pathos (rednerische Gewalt und emotionaler Appell) und Logos (Folgerichtigkeit und Beweisführung).
Nicht nur in der griechischen Antike, sondern auch im Mittelalter wurde  das Ethos der modalen Tonleitern in der Musik beschrieben, nach welchem die verschiedenen Modi wegen ihrer erkennbaren Eigenarten bevorzugt für bestimmte Ausdrucksformen eingesetzt wurden.